# Liste der Auslandsvertretungen Eswatinis

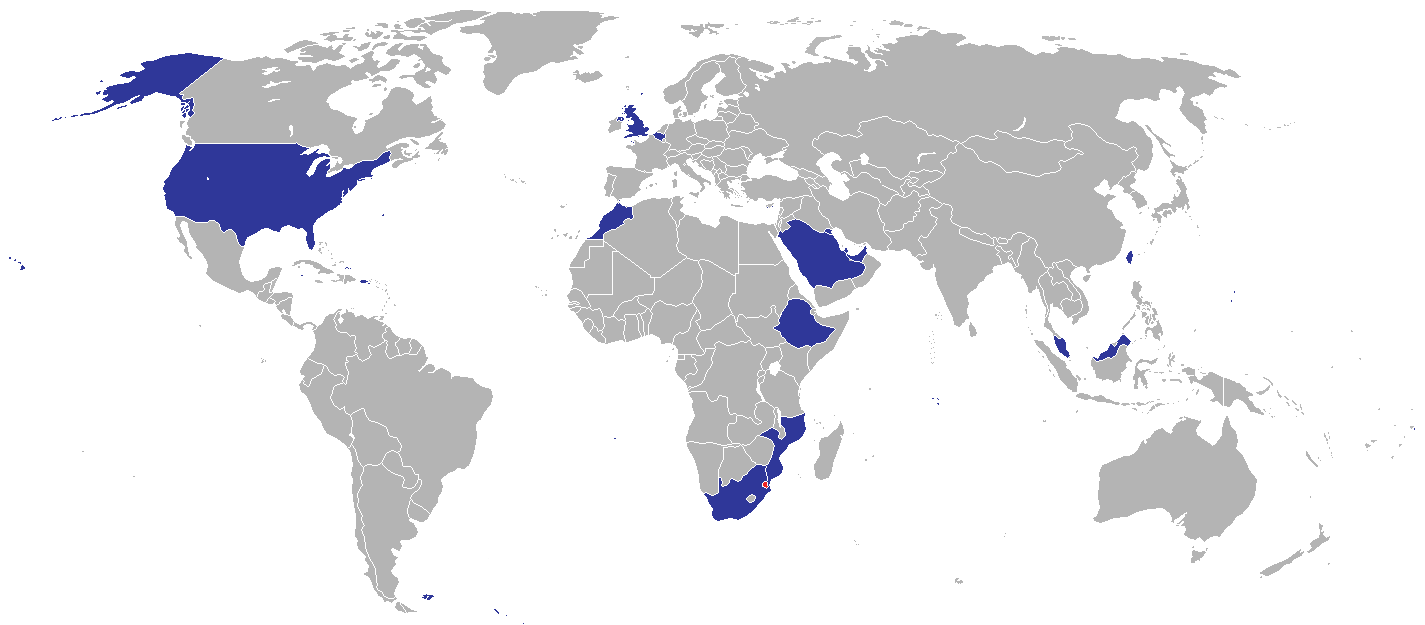
Standorte der diplomatischen Vertretungen Eswatinis

Dies ist eine Liste der diplomatischen und konsularischen Vertretungen Eswatinis. Hohe Kommission ist die Bezeichnung für die Botschaften untereinander in Ländern, die dem Commonwealth of Nations angehören, der High Commissioner entspricht einem Botschafter. Eswatini ist eines der wenigen Länder, die die Republik China (Taiwan) offiziell anerkennen. Beide Länder unterhalten gegenseitig eine Botschaft.

## Diplomatische und konsularische Vertretungen

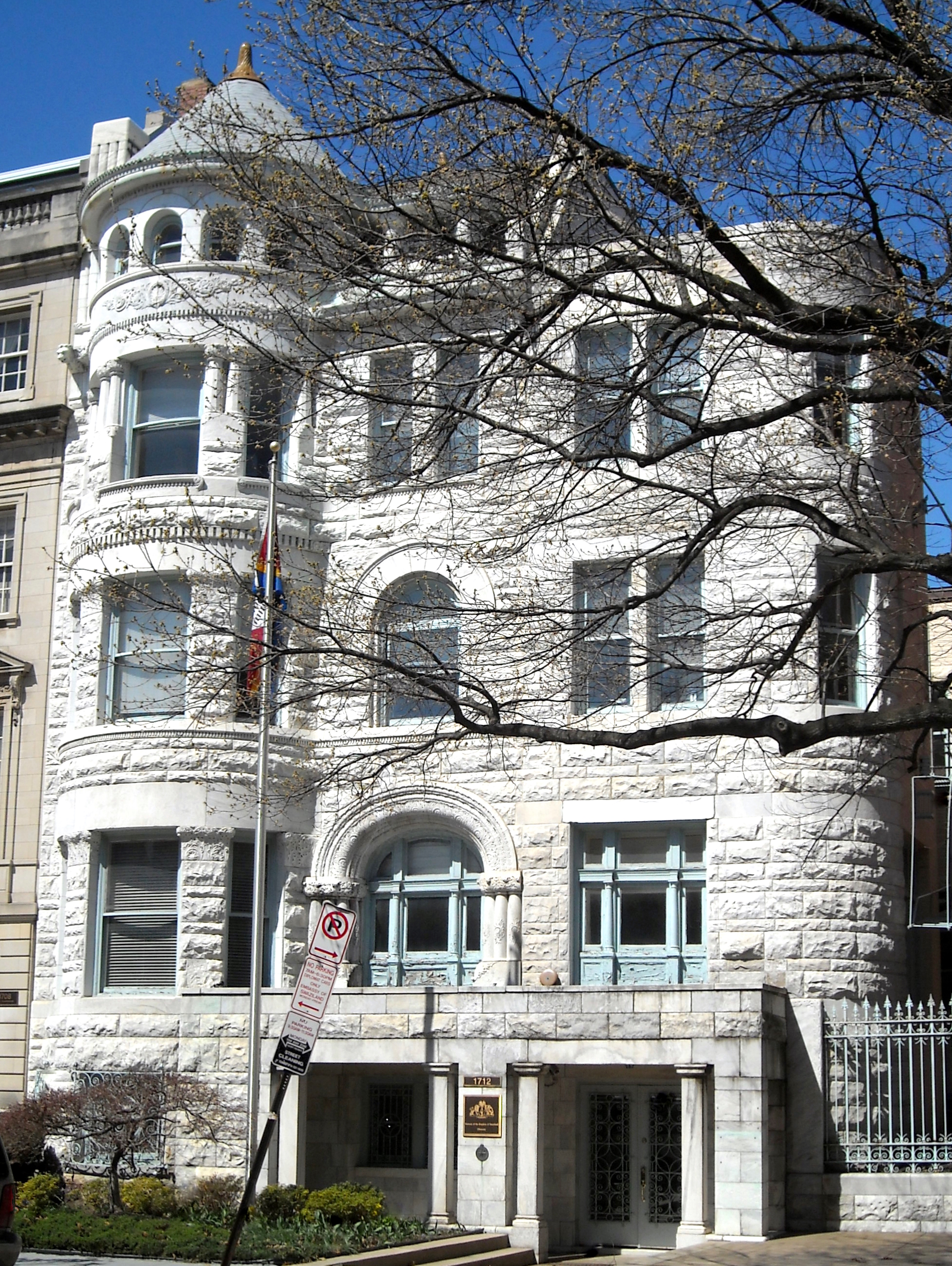
Botschaft von Eswatini in Washington, D.C.

### Afrika
| - Äthiopien: Addis Abeba, Botschaft - Mosambik: Maputo, Hohe Kommission | - Südafrika: Pretoria, Hohe Kommission - Südafrika: Johannesburg, Konsulat |

### Asien
| - Katar: Doha, Botschaft - Kuwait: Kuwait, Botschaft - Malaysia: Kuala Lumpur, Hohe Kommission | - Taiwan: Taipei, Botschaft - Vereinigte Arabische Emirate: Abu Dhabi, Botschaft |

### Europa
- Vereinigtes Königreich: London, Hohe Kommission
- Europäische Union: Brüssel, Botschaft
- Schweiz: Genf, Botschaft

### Nordamerika
- Vereinigte Staaten: Washington, D.C., Botschaft

## Vertretungen bei internationalen Organisationen
- Vereinte Nationen: New York, Ständige Mission
- AU: Addis Abeba, Ständige Mission
- Europäische Union: Brüssel, Ständige Mission